# Istiblennius
Istiblennius là một chi cá biển thuộc phân họ Salarinae của họ Cá mào gà. Chi này được lập bởi Whitley vào năm 1943.

## Từ nguyên
Tên chi được ghép bởi hai âm tiết trong tiếng Hy Lạp cổ đại: hĭstĭ́on (ἱστίον; "thuyền buồm") và blénnos (βλέννος; "dịch nhầy"), hàm ý đề cập đến vây lưng và vây hậu môn vươn cao của I. muelleri, cũng như cơ thể không có vảy cá.

## Phân bố
Các loài Istiblennius có phân bố rộng khắp vùng Ấn Độ Dương-Thái Bình Dương. Trong số đó, I. meleagris đã được phát hiện tại Đông Địa Trung Hải, có thể là do vận tải tàu thuyền.

## Các loài
Hiện có 15 loài được công nhận là hợp lệ trong chi này, bao gồm:
- Istiblennius bellus (Günther, 1861)
- Istiblennius colei (Herre, 1934)
- Istiblennius dussumieri (Valenciennes, 1836)
- Istiblennius edentulus (Forster & Schneider, 1801)
- Istiblennius enosimae (Jordan & Snyder, 1902)
- Istiblennius flaviumbrinus (Rüppell, 1830)
- Istiblennius lineatus (Valenciennes, 1836)
- Istiblennius meleagris (Valenciennes, 1836)
- Istiblennius muelleri (Klunzinger, 1879)
- Istiblennius pox Springer & Williams, 1994
- Istiblennius rivulatus (Rüppell, 1830)
- Istiblennius spilotus Springer & Williams, 1994
- Istiblennius steindachneri (Pfeffer, 1893)
- Istiblennius unicolor (Rüppell, 1838)
- Istiblennius zebra (Vaillant & Sauvage, 1875)

## Mô tả chung
Vây lưng thường có 13 gai, 16–25 tia mềm; vây hậu môn có 2 gai, 19–23 tia mềm; vây ngực thường có 14 tia (ngoại trừ thường có 12 tia ở I. rivulatus); vây bụng có 1 gai, 2–4 tia; vây đuôi thường có 13 tia, 9 tia giữa phân nhánh. Răng ở trước hàm trên có hơn 100 cái, còn răng hàm dưới có hơn 75 cái, không có răng nanh ở phía sau hàm dưới của cả hai giới (có thể có ở I. dussumieri và I. flaviumbrinus), không có răng ở xương lá mía.